# Disciseda
Disciseda Czern. (przewrotka) – rodzaj grzybów z rodziny pieczarkowatych (Agaricaceae).

## Charakterystyka
Wnętrzniaki o niewielkim owocniku, który zaczyna powstawać na niewielkiej głębokości (ok. 2 cm) pod powierzchnią ziemią, a potem w trakcie dojrzewania wysuwa się nad ziemię. Są to więc grzyby zarówno podziemne, jak i naziemne. Okrywa zewnętrzna (egzoperydium) w czasie dojrzewania owocnika odrywa się do połowy. Wewnątrz niej pozostaje kulista okrywa wewnętrzna (endoperydium), wskutek czego owocnik wygląda jak gdyby znajdował się w miseczce. Owocnik otwiera się otworem u podstawy, w miejscu, gdzie wyrasta z niego sznur grzybniowy. Oderwany owocnik zostaje przez podmuchy wiatru odwrócony otworem do góry, gdyż w górnej części jego endoperydium obciążone jest grubą i ciężką krustą. Stąd pochodzi polska nazwa przewrotka.
Gleba w młodych owocnikach drobnokomorowata, w starszych jednolita. Podglebia brak. Zarodniki kuliste, czasami z niewielką sterygmą. Włośnia zazwyczaj nierozgałęziona, słabo septowana, bez jamek, łamliwa.

## Systematyka i nazewnictwo
Pozycja w klasyfikacji według Index Fungorum: Agaricaceae, Agaricales, Agaricomycetidae, Agaricomycetes, Agaricomycotina, Basidiomycota, Fungi.
Synonimy naukowe: Bovistina Long & Stouffer, Catastoma Morgan.
Polską nazwę nadali Barbara Gumińska i Władysław Wojewoda w 1965 r.
Gatunki występujące w Polsce:
- Disciseda bovista (Klotzsch) Henn. 1903 – przewrotka wielka
- Disciseda candida (Schwein.) Lloyd 1902 – przewrotka łysa
- Disciseda verrucosa G. Cunn. 1926[6]

Nazwy naukowe na podstawie Index Fungorum. Wykaz gatunków i nazwy polskie według Władysława Wojewody i innych..